# Falk Meyer
Falk Meyer (* 26. Januar 1942 in Diepholz; † 27. Dezember 2019) war ein deutscher Beamter (Leitender Baudirektor). Der Diplom-Ingenieur war zuletzt von 1990 bis zu seiner Pensionierung im Jahre 2003 als Leiter des Wasser- und Schifffahrtsamtes Stralsund tätig. Zuvor arbeitete er in Kiel.
Am 23. Januar 2012 überreichte ihm der Ministerpräsident des Landes Mecklenburg-Vorpommern, Erwin Sellering, das Verdienstkreuz am Bande der Bundesrepublik Deutschland. Am 8. August 2012 wurde ihm die Ehrenbürgerschaft der Stadt Stralsund verliehen.
Ehrenamtlich engagierte er sich im Förderverein des Deutschen Meeresmuseums in Stralsund, im Nautischen Verein, der Schiffercompagnie, der Christian-Müther-Stiftung und im Rotary Club.

## Auszeichnungen und Ehrungen
- 2012: Verdienstkreuz am Bande
- 2012: Ehrenbürgerschaft der Stadt Stralsund, für bürgerschaftliches Engagement in Stralsund und die Lebensleistung
- 2003: Schinkelpreis der Gemeinde Putgarten und des Förderverein Kap Arkona e.V.[5], für den Erhalt und den öffentlichen Zugang der Leuchttürme in Mecklenburg-Vorpommern